# Ниала
Ниалата (Tragelaphus angasii) е вид антилопа, която се среща в южните части на Африка. Произходът на името ниала е от суахили.

## Физически характеристики
Женската ниала е доста дребна, на височина достига до 90 cm, докато мъжкият достига до 110 сm. Теглото е от 55 до 125 kg, като мъжките са значително по-едри от женските. Мъжките са сиви и имат извити рога с бели краища. Женските и младите антилопи нямат рога, а козината им е оранжево-кафява. Особеност в окраската и при двата пола са вертикалните бели ивици – до 18 на брой. Мъжките също така имат дълга грива, покриваща гръбнака, както и висящи кичури вълна в долната част на тялото. Пухкавата опашка и при двата пола е бяла отдолу.

## Разпространение
Ниала обитават Мозамбик, Зимбабве и крайните североизточни части на ЮАР. Освен това, са доведени в националните паркове на Ботсвана и ЮАР, където не са се срещали по-рано.
Ниала предпочитат да се придвижват сред гъста растителност, близо до водоеми.

## Поведение
Самките и младите ниала образуват неголеми стада, а самците обичайно живеят сами. Ниала се хранят предимно с листа, а също и с трева.

## Размножаване
Бременността продължава над 7 месеца и завършва с раждането на едно малко. Продължителността на живота при ниала е до 16 години.